# Toponica (Bela Palanka)
Pour les articles homonymes, voir Toponica.
Toponica (en serbe cyrillique : Топоница) est un village de Serbie situé dans la municipalité de Bela Palanka, district de Pirot. Au recensement de 2011, il comptait 30 habitants.

## Démographie
| 1948 | 1953 | 1961 | 1971 | 1981 | 1991 | 2002 | 2011 |
| ---- | ---- | ---- | ---- | ---- | ---- | ---- | ---- |
| 654  | 633  | 434  | 276  | 178  | 117  | 68   | 30   |

|  |